# Modds
 (octobre 2018).
Si vous disposez d'ouvrages ou d'articles de référence ou si vous connaissez des sites web de qualité traitant du thème abordé ici, merci de compléter l'article en donnant les références utiles à sa vérifiabilité et en les liant à la section « Notes et références ».
Modds est une agence photographique spécialisée dans les portraits et les photographies de célébrités et de personnalités pour la presse magazine.
Elle a été fondée en mai 2011 par Marie Delcroix et Olivia Dehostal, deux anciennes de Corbis Outline Paris.
Modds compte 16 photographes dont plusieurs ont été distingués par World Press Photo, parmi lesquels Jérôme Bonnet ou Denis Rouvre
L'agence entretient une collaboration régulière avec des journaux, entre autres Esquire (Russia),  Grazia, Le Monde, Libération, Madame Figaro, T, Télérama.
Modds rediffuse les archives de portraits de personnalités de tous ses photographes et en représente certains en production pour des commandes d'images publicitaires ou corporate. 
L'agence accompagne également les photographes sur des projets d'édition. C'est le cas de Vincent Ferrané qui a publié avec le soutien de modds deux livres chez Libraryman, Milky Way en 2017 et Visitor en 2018. 
Modds organise également des expositions.

## Membres
- Laura Stevens,
- Kate Barry,
- Jérôme Bonnet,
- Vincent Ferrané,
- Roberto Frankenberg,
- Samuel Kirszenbaum,
- Antoine Le Grand,
- Turkina Faso,
- Olivier Metzger,
- Yann Rabanier
- Jean-François Robert,
- Denis Rouvre,
- Patrick Swirc,
- Benni Valsson,
- Rudy Waks,
- Smith.